# René Karst
René Karst (Hoogeveen, 13 augustus 1966) is een Nederlands zanger.

## Biografie

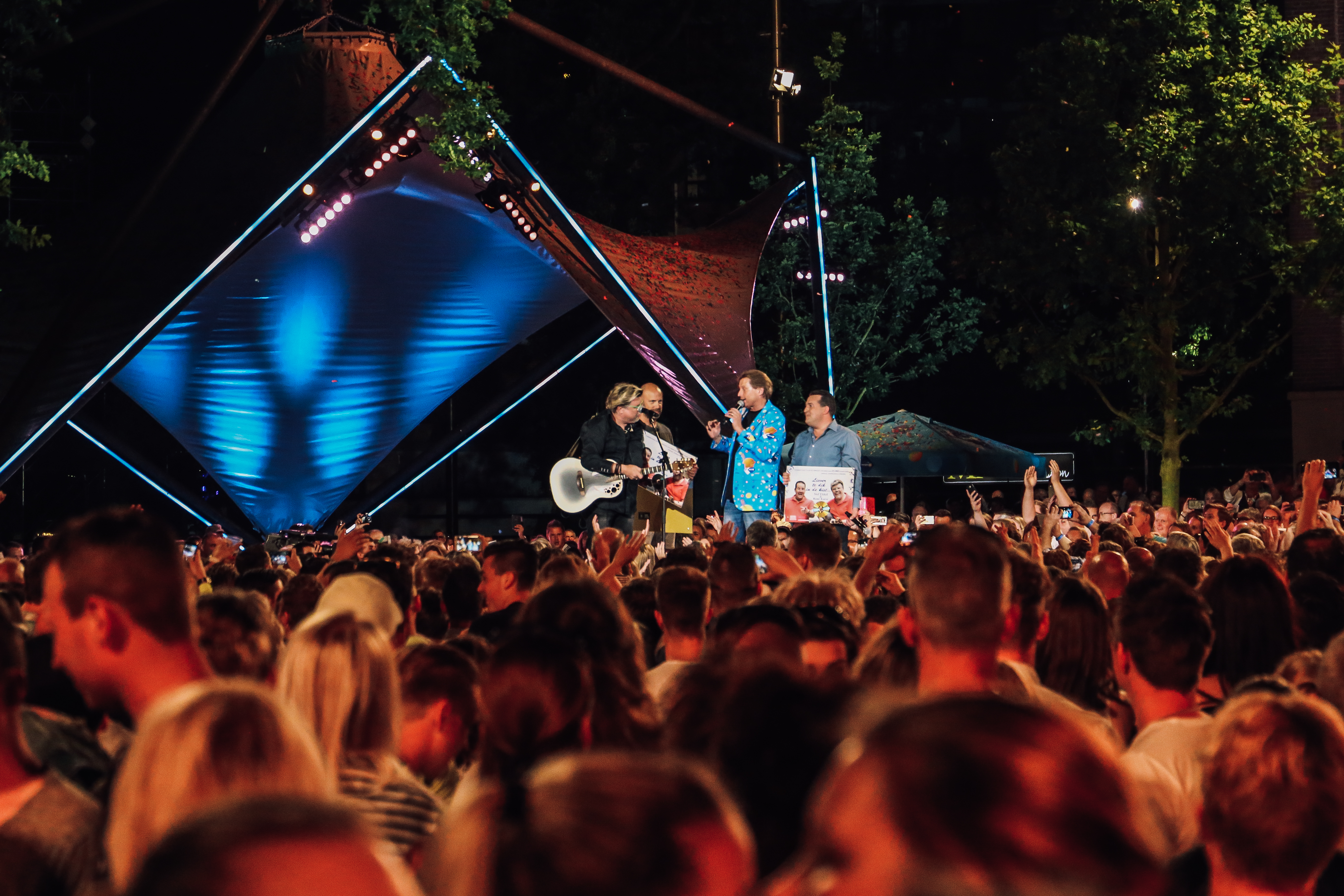
Karst en Stef Ekkel ontvangen een gouden plaat voor het nummer 'Liever te dik in de kist' in 2017

Karst treedt op sinds 1979, aanvankelijk vooral met zijn moeder, zangeres Jannie Karst-Dubbelboer, als Duo Karst. Via platenmaatschappij Dukarec gaf Karst als zanger-gitarist-componist op dertig cd's honderden eigen liedjes als Duo Karst uit. Door de repertoirekeus is Duo Karst bij veel emigranten in Canada en Australië bekend geworden. Ook is hij producer van zijn zus zangeres Erikah Karst en andere artiesten.
In 2007 bracht Karst als soloartiest twee singles uit, Supergave tijd en Dat moet je niet doen, twee feestnummers. Beide singles staan ook op zijn eerste soloalbum, dat eveneens Supergave tijd heet. In 2008 kwam de single Ik wil zo graag weer 20 zijn uit. In 2009 kwam zijn single Nooit om de liefde huilen uit, gevolgd door de singles Naar jou, Op de tafel dansen, Wat een feest en het kerstduet met Marlous Oosting Ik wil een kerstboom versieren met jou uit 2010. In 2011 bracht Karst de single De deur van de kroeg uit, als voorloper op zijn tweede album Hellup, dat op 3 juni 2011 verscheen.
Op 21 maart 2014 verscheen Karst voor het eerst met zijn eigen band.
Op 1 oktober opende hij bovendien een eigen winkel met als thema teddyberen. Achter deze winkel is een klein berentheater gevestigd, waar hij samen met zijn 'berenvriendje' Ploeff kindervoorstellingen speelt. Medio 2015 kwam de eerste single uit van Ploeff en René Karst. Het nummer heette Het lied over mij.
Begin 2016 kwam Karst met de single Hollanders, een samenwerking met DJ Bart. In mei 2016 vertrok Karst naar Turkije, waar hij met collega-zanger Stef Ekkel een nieuw nummer schreef met als titel Liever te dik in de kist. Het nummer werd door de beide zangers op single uitgegeven bij Berk Music uit Eindhoven.
In het najaar van 2017 maakte René Karst bekend in het voorjaar van 2018 zes keer de Drentse theaters in te gaan, samen met Carola Smit en Dick Plat. In het concert, met de titel Letter voor Letter, werd speciale aandacht gevraagd voor het leren lezen en schrijven. Dit werd in het theaterseizoen 2019/2020 voortgezet in de Overijsselse theaters. Eind 2019 werd Karst ambassadeur van Stichting Lezen en Schrijven.
In 2019 was Karst te zien als een van de 100-koppige jury in het televisieprogramma All Together Now. In 2021 was hij te zien als deelnemer in De Alleskunner VIPS, waar hij als tiende eindigde. In 2024 was Karst te zien als secret singer in het televisieprogramma Secret Duets. Ook deed hij dat jaar samen met Marco Schuitmaker mee aan het televisieprogramma Code van Coppens: De wraak van de Belgen. Daarnaast zong Karst in 2024 samen met zijn zoon Thomas een duet in het televisieprogramma DNA Singers. Ook deed Karst dat jaar mee aan De Alleskunner VIPS Kerstspecial, waarin hij op de derde plaats eindigde.
Karst kreeg in maart 2024 een gouden plaat voor zijn album Atje voor de sfeer en andere gangmakers uit 2019. Collega-zanger Marco Schuitmaker reikte deze aan hem uit tijdens het Snollebollekes-concert in het Gelredome in Arnhem. Het is Karsts zesde gouden plaat. Diezelfde maand probeerde hij zijn muziek aan de man te brengen in Duitsland. Hij vertaalde zijn nummer Het interesseert me geen ene reet uit 2022 naar Hallo, hallo, das ist mir scheissegal. Eind mei bracht hij samen met Arfan Aziz en Nico Petstra onder de naam Partij van de Bieren het nummer Hoogev1 uit, over de plaats Hoogeveen.

## Trivia
In november 2021 vertelde prinses Amalia in haar biografie graag wakker te worden met het lied "Atje voor de sfeer" van René Karst.

## Discografie

### Albums
| Album met eventuele hitnotering(en) in de Nederlandse Album Top 100 | Datum van verschijnen | Datum van binnenkomst | Hoogste positie | Aantal weken | Opmerkingen     |
| ------------------------------------------------------------------- | --------------------- | --------------------- | --------------- | ------------ | --------------- |
| Supergave tijd                                                      | 23-09-2007            | -                     |                 |              |                 |
| Hellup                                                              | 03-06-2011            | 11-06-2011            | 51              | 1            |                 |
| Atje voor de sfeer (en andere sfeermakers)                          | 30-08-2019            | -                     |                 |              | Goud (2024)     |
| Tevreden & Tequila                                                  | 30-04-2021            | -                     |                 |              | Mini-album (ep) |

### Singles
| Single met eventuele hitnotering(en) in de Nederlandse Top 40             | Datum van verschijnen | Datum van binnenkomst | Hoogste positie | Aantal weken | Opmerkingen                                  |
| ------------------------------------------------------------------------- | --------------------- | --------------------- | --------------- | ------------ | -------------------------------------------- |
| Samen zeilen                                                              | 1985                  | -                     |                 |              | als Karst & Company                          |
| Supergave tijd                                                            | 2007                  | -                     |                 |              |                                              |
| Dat moet je niet doen                                                     | 2007                  | -                     |                 |              |                                              |
| En we dansen en we springen                                               | 2007                  | -                     |                 |              |                                              |
| Ik wil zo graag weer 20 zijn                                              | 2008                  | -                     |                 |              |                                              |
| Nooit om de liefde huilen                                                 | 2009                  | -                     |                 |              |                                              |
| Naar jou (onder zeil)                                                     | 2009                  | -                     |                 |              | met Erikah Karst                             |
| Op de tafel dansen                                                        | 2010                  | -                     |                 |              |                                              |
| Wat een feest!                                                            | 2010                  | -                     |                 |              |                                              |
| Ik wil een kerstboom versieren met jou                                    | 2010                  | -                     |                 |              | met Marlous Oosting                          |
| SUPERGAVE TIJD (apres ski versie)                                         | 2011                  | -                     |                 |              | ft. Dj. Michiel & Dj. Bas.eu                 |
| De deur van de kroeg                                                      | 2011                  | -                     |                 |              |                                              |
| Op de tafel dansen (apres ski versie)                                     | 2011                  | -                     |                 |              | ft. Dj. Michiel & Dj. Bas.eu                 |
| Soms zit het tegen, soms zit het mee...                                   | 2011                  | -                     |                 |              |                                              |
| Nog steeds niet klaar met jou                                             | 2012                  | -                     |                 |              | Nr. 83 in de Single Top 100                  |
| Morgen wel...                                                             | 2012                  | -                     |                 |              |                                              |
| Kruipend door de supermarkt                                               | 2013                  | -                     |                 |              |                                              |
| Samen met jou                                                             | 2013                  | -                     |                 |              | in 5 talen uitgebracht                       |
| Blij                                                                      | 2013                  | -                     |                 |              |                                              |
| Owwwww Kastelein                                                          | 2014                  | -                     |                 |              |                                              |
| Het lied over mij                                                         | 2015                  | -                     |                 |              | met Ploeff                                   |
| Stille Wacht                                                              | 2015                  | -                     |                 |              |                                              |
| Hollanders                                                                | 2016                  | -                     |                 |              | met DJ Bart                                  |
| Liever te dik in de kist                                                  | 2016                  | -                     |                 |              | met Stef Ekkel / Nr. 77 in de Single Top 100 |
| De stenen op het plein                                                    | 16-06-2017            | -                     |                 |              |                                              |
| We zijn nog beter als we dronken zijn                                     | 04-01-2018            | -                     |                 |              | met Stef Ekkel                               |
| Laat ze maar zien                                                         | 30-11-2018            | -                     |                 |              |                                              |
| Atje voor de sfeer                                                        | 15-03-2019            | 04-05-2019            | tip3            | -            |                                              |
| Skol, Cheers, Proost                                                      | 04-10-2019            | -                     |                 |              |                                              |
| Bos holt veur de deur                                                     | 03-01-2020            | -                     |                 |              | met Bökkers                                  |
| Annemarie                                                                 | 13-03-2020            | -                     |                 |              |                                              |
| Tarwesmootie                                                              | 25-09-2020            | -                     |                 |              |                                              |
| Kolen op het vuur (BBQ song)                                              | 23-04-2021            | -                     |                 |              |                                              |
| Tiki Taka                                                                 | 10-06-2021            | -                     |                 |              |                                              |
| Una cerveza por favor                                                     | 17-09-2021            | -                     |                 |              |                                              |
| Sneeuwscooter boy                                                         | 19-02-2022            | -                     |                 |              |                                              |
| Liever te dik in de kist (Altijd Larstig & Rob Gasd'rop Total Loss Remix) | 01-04-2022            | -                     |                 |              | met Stef Ekkel                               |
| Dat interesseert me echt geen ene reet                                    | 08-07-2022            | 16-07-2022            | tip5            |              |                                              |
| Spijkerbroek                                                              | 17-02-2023            |                       |                 |              |                                              |
| Confetti                                                                  | 23-06-2023            |                       |                 |              |                                              |
| EHBO                                                                      | 22-09-2023            |                       |                 |              |                                              |
| Later komt de kater                                                       | 16-02-2024            |                       |                 |              |                                              |
| Jägerbomb                                                                 | 29-03-2024            |                       |                 |              |                                              |
| Drink het leven                                                           | 19-04-2024            |                       |                 |              |                                              |
| Hoogev1                                                                   | 30-05-2024            |                       |                 |              | als onderdeel van Partij van de Bieren       |
| Hallo hallo das is mir scheissegal                                        | 20-09-2024            |                       |                 |              | eerste Duitstalige single van Karst          |
| Brussel                                                                   | 20-09-2024            |                       |                 |              | als Keizer, Bolle Tita & René Karst          |
| Tour de Pieterpad                                                         | 04-10-2024            |                       |                 |              | Met Dennis Hendriks                          |
| Sluitingstijd                                                             | 11-10-2024            |                       |                 |              |                                              |
| Jägerbomb (FeestDJRuud Remix)                                             | 27-11-2024            |                       |                 |              | Met FeestDJRuud                              |
| Kan het ook later                                                         | 07-02-2025            |                       |                 |              | Met FeestDJRuud & Donnie                     |

| Single met hitnotering(en) in de Vlaamse Ultratop 50 | Datum van verschijnen | Datum van binnenkomst | Hoogste positie | Aantal weken | Opmerkingen |
| ---------------------------------------------------- | --------------------- | --------------------- | --------------- | ------------ | ----------- |
| Atje voor de sfeer                                   | 15-03-2019            | 31-08-2019            | tip31           | -            |             |
| Annemarie                                            | 13-03-2020            | 30-05-2020            | tip             | -            |             |